# Offroad Thunder
 (mai 2021).
Si vous disposez d'ouvrages ou d'articles de référence ou si vous connaissez des sites web de qualité traitant du thème abordé ici, merci de compléter l'article en donnant les références utiles à sa vérifiabilité et en les liant à la section « Notes et références ».
Offroad Thunder est un jeu d'arcade de course hors route sorti en 1999. Il fait partie de la série de jeux de course Thunder de Midway, qui comprend également Hydro Thunder, 4 Wheel Thunder et Arctic Thunder et est lui-même une évolution de Off Road Challenge.
Offroad Thunder a été inclus dans Midway Arcade Treasures 3 pour Xbox, PlayStation 2 et GameCube. 

## Gameplay
- Démolition - Percutez d'autres voitures sans vous faire prendre. Si c'est le cas, la partie sera terminée.
- Rallye - Faire la course et attraper des bidons de nitro (Bleu - +3, Rouge - +5). Les joueurs devront obtenir la première place pour gagner une course gratuite en récompense.
- Snag The Flag - Les joueurs doivent gagner la partie avec le drapeau. Lorsqu'un adversaire dépasse le joueur, ce dernier perd le drapeau au profit de l'adversaire. Il y a 4 adversaires dans ce mode.